# کوه گیبس
کوه گیبس (به انگلیسی: Mount Gibbs) یک کوه در ایالات متحده آمریکا است که در شهرستان توآلومی، کالیفرنیا واقع شده‌است.